# Oleg Koezmin
Oleg Aleksandrovitsj Koezmin (Russisch: Олег Александрович Кузьмин) (Moskou, 9 mei 1981) is een Russisch voetballer. Hij maakte zijn debuut bij het B-elftal van Spartak Moskou. Vanaf 2010 speelt hij bij Roebin Kazan.

## Clubstatistieken
| seizoen    | club                  | land    | competitie               | wed. | goals |
| ---------- | --------------------- | ------- | ------------------------ | ---- | ----- |
| 1997       | Spartak-d Moskou      | Rusland | Russische derde divisie  | 12   | 0     |
| 1998-2000  | Spartak-2 Moskou      | Rusland | Russische tweede divisie | 64   | 0     |
| 2000-      | Spartak Moskou        | Rusland | Premjer-Liga             | 1    | 0     |
| 2001-2004  | FC Uralan Elista      | Rusland | Premjer-Liga             | 80   | 3     |
| 2003       | → Chernomorets (huur) | Rusland | Premjer-Liga             | 7    | 0     |
| 2004-2008  | FC Moskou             | Rusland | Premjer-Liga             | 115  | 6     |
| 2009-2010  | Lokomotiv Moskou      | Rusland | Premjer-Liga             | 34   | 2     |
| 2010-...   | Roebin Kazan          | Rusland | Premjer-Liga             | 14   | 0     |
| Bijgewerkt | 23-04-2011            |         |                          |      |       |

## Erelijst
Roebin Kazan
- Russische supercup

2012